# Comuna de Zawonia
Zawonia (polaco: Gmina Zawonia) é uma gminy (comuna) na Polónia, na voivodia de Baixa Silésia e no condado de Trzebnicki. A sede do condado é a cidade de Zawonia.
De acordo com os censos de 2004, a comuna tem 5423 habitantes, com uma densidade 45,9 hab/km².

## Área
Estende-se por uma área de 118,12 km², incluindo:
- área agricola: 56%
- área florestal: 37%

## Demografia
Dados de 30 de Junho 2004:
|                      | Total   | Total | Mulheres | Mulheres | Homens  | Homens |
| -------------------- | ------- | ----- | -------- | -------- | ------- | ------ |
|                      | pessoas | %     | pessoas  | %        | pessoas | %      |
| População            | 5423    | 100   | 2696     | 49,7     | 2727    | 50,3   |
| Densidade (pop./km²) | 45,9    | 100   | 22,8     | 22,8     | 23,1    | 23,1   |

De acordo com dados de 2002, o rendimento médio per capita ascendia a 1206,27 zł.